# Chumma gastroperforata
Espèce
Chumma gastroperforata est une espèce d'araignées aranéomorphes de la famille des Macrobunidae.

## Distribution
Cette espèce est endémique d'Afrique du Sud. Elle se rencontre au Cap-Oriental et au Cap-Occidental.

## Description
Le mâle holotype mesure 2,38 mm et la femelle paratype 2,85 mm, les mâles mesurent de 2,30 à 2,38 mm.

## Systématique et taxinomie
Cette espèce a été décrite par Jocqué en 2001.

## Publication originale
- Jocqué, 2001 : « Chummidae, a new spider family (Arachnida, Araneae) from South Africa. » The Journal of Zoology, vol. 254, p. 481-493.